# Liste der denkmalgeschützten Objekte in Cebiv
Grundlage dieser Liste der denkmalgeschützten Objekte in Cebiv ist die ÚSKP-Liste (Ústřední seznam kulturních památek České republiky, deutsch Zentrale Liste der Kulturdenkmäler der Tschechischen Republik), die von der tschechischen Denkmalschutzbehörde NPÚ (Národní památkový ústav, deutsch Nationale Denkmalbehörde) seit 1987 geführt wird und an die seit dem Jahr 1850 geschaffenen Listen anschließt.

## Denkmalgeschützte Objekte nach Ortsteilen

### Cebiv
| Lage                      | Objekt                        | Beschreibung                  | ÚSKP-Nr.                  | Bild                          |
| ------------------------- | ----------------------------- | ----------------------------- | ------------------------- | ----------------------------- |
| Dorfplatz (Standort)      | Statue der hl. Jungfrau Maria | Statue der hl. Jungfrau Maria | 35521/4-1719 Info Katalog | Statue der hl. Jungfrau Maria |
| Cebiv 1 (Standort)        | Schloss Cebiv                 | Schloss                       | 17759/4-1718 Info Katalog | weitere Bilder                |
| auf der Brücke (Standort) | Statue hl. Johannes Nepomuk   | Statue hl. Johannes Nepomuk   | 45454/4-1720 Info Katalog | Statue hl. Johannes Nepomuk   |

### Bezemín
| Lage                                                                         | Objekt                                                                             | Beschreibung                                                                                              | ÚSKP-Nr.                  | Bild |
| ---------------------------------------------------------------------------- | ---------------------------------------------------------------------------------- | --- | ------------------------- | ---- |
| Bezemín, über dem Zusammenfluss von Hadovky Bach und Úterský Bach (Standort) | ebene unbefestigte Siedlung - Wallburg und vorgeschichtliche Grabstätte, Hügelgrab | ebene unbefestigte Siedlung - Wallburg und vorgeschichtliche Grabstätte, Hügelgrab, archäologische Spuren | 29690/4-1985 Info Katalog | BW   |